# 살바도르 (2006년 영화)
살바도르(Salvador [Puig Antich])는 영국에서 제작된 마누엘 후에르가 감독의 2006년 영화이다. 다니엘 브륄 등이 주연으로 출연하였다.

## 출연

### 주연
- 다니엘 브륄
- 트리스탄 울로아

### 조연
- 레오나르도 스바라글리아
- 조엘 조안
- 셀소 부갈로

## 제작진
- 공동제작: 앨버트 마르티네즈 마틴
- 협력프로듀서: 카롤라 애쉬
- 미술: 안손 고메즈
- 의상: 마리아 길
- 배역: 로라 세페다